# Gustave Buchet
Pour les articles homonymes, voir Buchet.
Gustave Louis Buchet (1888-1963) est un peintre vaudois, actif à Paris durant l'entre-deux-guerres, marqué par le futurisme puis le purisme.

## Biographie
Son père Auguste Buchet, peintre amateur, régent (instituteur) au village d'Etoy en 1872, fonde les Asiles à Etoy devenu plus tard en 1962, une Fondation reconnue d'utilité publique sous le nom de L'Institution de l'Espérance, institution spécialisée pour personnes handicapées. L'Institution possède cinq œuvres de Gustave Buchet et la commune d'Etoy, un autoportrait.
Après avoir étudié les beaux-arts à Genève, Gustave Buchet entreprit en 1910 un voyage à Paris avec Rodolphe Théophile Bosshard. En 1915, avec Maurice Barraud, il fonda le groupe du Falot, qui affirmait, face à Ferdinand Hodler, l'attachement des jeunes artistes à l'école parisienne. Il séjourna ensuite dans la capitale française (1916-1917), adhéra au futurisme et participa à la flambée Dada à Genève (1919-1920). De 1920 à 1939, il axa toute sa carrière sur Paris et n'exposa plus en Suisse. Son activité se diversifia: illustration, projets de décors et de costumes de théâtre, sculpto-peintures, maison de couture. Buchet se rapprocha de l'art de Fernand Léger et du purisme de Le Corbusier. Il obtint ses premiers succès lors d'expositions personnelles à Paris en 1926 et 1929. Dès 1932, il revint à une figuration plus traditionnelle, notamment dans ses nus. Etabli à Lausanne en 1939, il participa à la création du premier Salon de printemps (1941) et à la réalisation des décors du cabaret zurichois Au Coup de Soleil (1942). La ville de Lausanne lui commanda deux mosaïques pour la caserne des pompiers (1954) et le Musée cantonal des beaux-arts lui consacra une première rétrospective (1958). Son œuvre d'avant-garde ne fut vraiment redécouverte que lors d'une exposition posthume en 1963, puis par le marché zurichois dès les années 1970.
Gustave Buchet expose au Salon des indépendants en 1927.
Caroline Buchet, sa petite fille, est célèbre rénovatrice de meubles anciens.
En 2022, le Musée Cantonal des Beaux-Arts de Lausanne consacre une rétrospective à Gustave Buchet intitulée Accusé de peindre. «Au fil d’une centaine d’œuvres – peintures, sculptures, arts appliqués –, [l'exposition] montre comment l’artiste poursuit avec passion sa quête de nouvelles solutions plastiques.»,